# Jonge Dryas
| Serie                                        | Etage       | Sub-etage          | Chronozone   | Tijd geleden (jaar BP) |
| -------------------------------------------- | ----------- | ------------------ | ------------ | ---------------------- |
| Holoceen                                     | Holoceen    | Holoceen           | Preboreaal   | 10.640 - 11.650        |
| Pleistoceen                                  | Weichselien |                    |              |                        |
| Pleistoceen                                  | Weichselien | Laatglaciaal       | Jonge Dryas  | 11.650 - 12.850        |
| Pleistoceen                                  | Weichselien | Laatglaciaal       | Allerød      | 12.850 - 13.900        |
| Pleistoceen                                  | Weichselien | Laatglaciaal       | Oude Dryas   | 13.900 - 14.000        |
| Pleistoceen                                  | Weichselien | Laatglaciaal       | Bølling      | 14.000 - 14.650        |
| Pleistoceen                                  | Weichselien | Laat Pleniglaciaal | Oudste Dryas | 14.650 - ~15.000       |
| Blauw: Koud - Roze: Warm (kolom Chronozones) |             |                    |              |                        |

De Jonge(re) Dryas of het Jonge(re) Dryas-stadiaal (12.700 - 11.560 jaar BP) is de laatste koudeperiode (een zogenaamd stadiaal) tijdens het Weichsel-glaciaal (een glaciaal wordt vaak een ijstijd genoemd in de kwartairgeologie). Tijdens de Jonge Dryas werd het klimaat nog één keer flink kouder, daarom wordt het in Engelse literatuur wel the Big Freeze genoemd. De Jonge Dryas volgt op het Allerød-interstadiaal en wordt opgevolgd door het Preboreaal in het Holoceen, beide zijn tijden met een warmer klimaat. De Jonge Dryas heeft ongeveer 1150 jaar geduurd.

## Naamgeving en synoniemen
De Jonge Dryas is genoemd naar het toendraplantje Dryas octopetala (zilverkruid). In Groot-Brittannië wordt het het Loch Lomond stadial genoemd, in Ierland het Nahanagan stadial. Soms wordt de Jonge Dryas ook wel Jonge Toendratijd genoemd.
De Jonge Dryas komt overeen met pollenzone III in de tijdschaal van Blytt-Sernander die werd opgesteld aan de hand van pollen in vennetjes in Scandinavië.
Er is ook een Oude Dryas, dit kwam voor het Allerød-interstadiaal, dat zo'n 1000 jaar heeft geduurd.

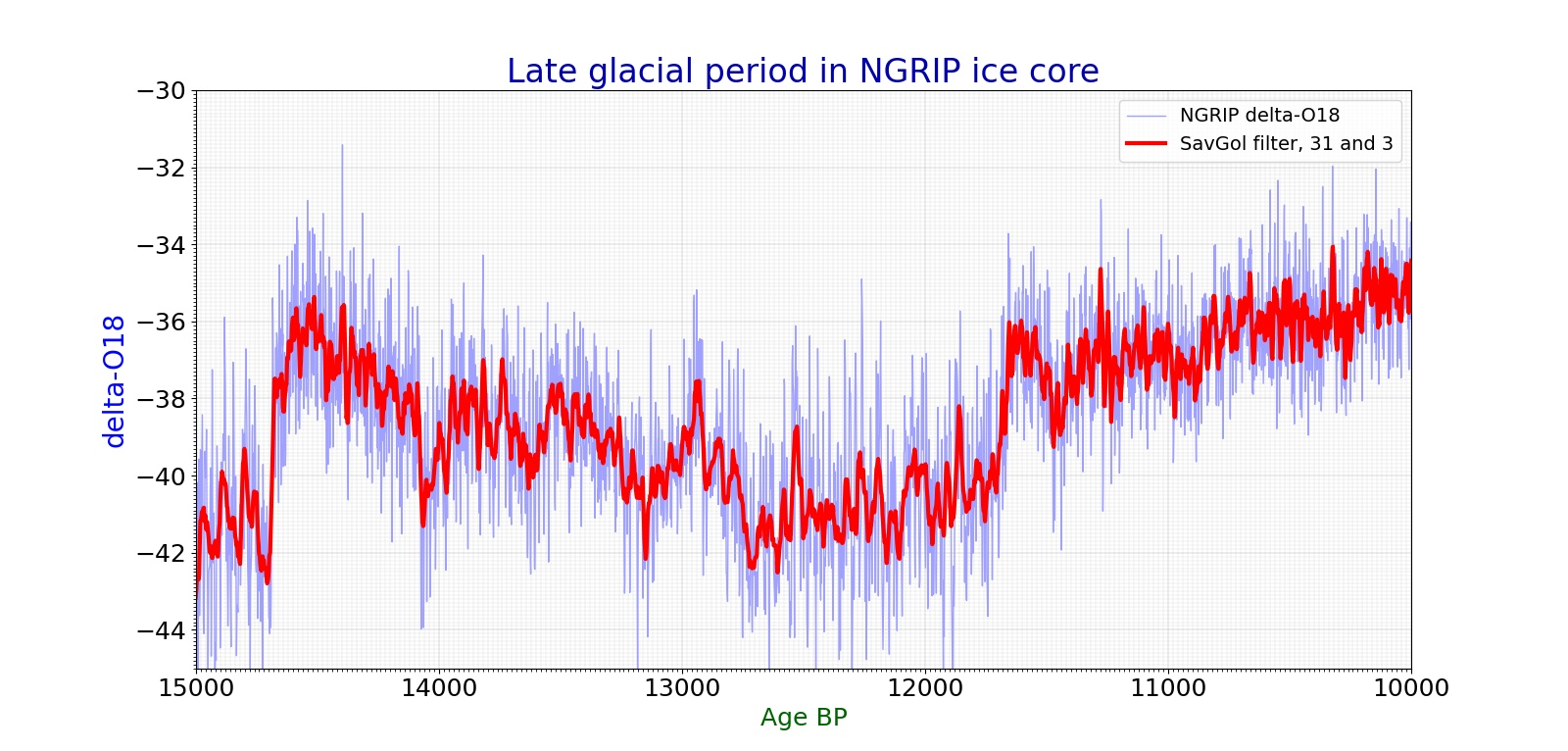
Temperatuurcurve opgesteld door het NGRIP, op de horizontale as de tijd in ka, verticale as de temperatuur.

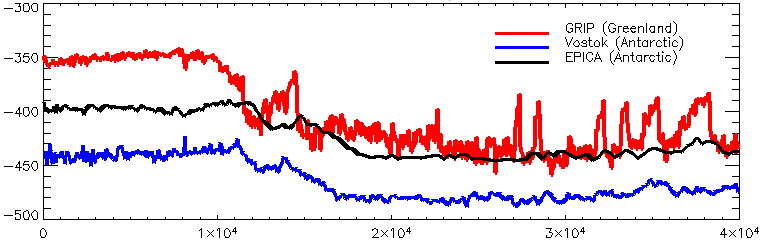
Drie temperatuurcurven aan de hand van ^{18}O in ijskernen. De rode curve is van Groenland, de andere twee van Antarctica. De Jonge Dryas is in de rode curve te herkennen rond 12.000 jaar BP.

## Klimaatreconstructies
De overgang van het warmere Allerød naar de Jonge Dryas op het noordelijk halfrond was erg abrupt en heeft plaatsgevonden in ongeveer 10 jaar. Bestudering van stikstof en argon isotopen in ijskern GISP2 uit Groenland heeft aangetoond dat het binnenland van Groenland zo'n 15 graden kouder was dan tegenwoordig. Uit onderzoek van fossiele kevers in Engeland blijkt dat de gemiddelde jaartemperatuur daar naar −5 °C is gezakt tijdens de Jonge Dryas. Sinds het einde van de Jonge Dryas is het klimaat nooit meer zo koud geweest.

### Verschillen met het zuidelijk halfrond
De afkoeling is niet overal ter wereld op hetzelfde moment begonnen. Gegevens uit Noordwest-Europa en Groenland komen goed met elkaar overeen, maar uit gegevens van diepzeekernen uit de noordelijke Atlantische Oceaan blijkt dat het afkoelen in de oceaan eerder kan zijn begonnen. In Zuid-Amerika lijkt het begin van de Jonge Dryas minder plotseling te zijn maar is de overgang in het Preboreaal wel abrupt. Op Antarctica, Nieuw-Zeeland en delen van Oceanië kan de Jonge Dryas ook niet als zodanig herkend worden. Op het zuidelijk halfrond is zo'n 1000 jaar voor de Jonge Dryas een koudere periode begonnen, die tot het einde van het glaciaal heeft geduurd.

### Oorzaak van de afkoeling
De meest gehoorde hypothese is dat de afkoeling het gevolg was van een afname of zelfs stopzetting van de thermohaliene circulatie in het noorden van de Atlantische Oceaan, als gevolg van een plotselinge toestroom van een groot volume zoetwater uit het Agassizmeer in Noord-Amerika. Volgens deze hypothese is de wereld daarna in een koude periode gekomen die heeft aangehouden totdat de laag lichter zoet water compleet was bevroren en opgeslagen in gletsjers.
De meeste glacialen hebben geen koude periode als de Jonge Dryas tijdens het laatglaciaal van het Weichselien. Dat betekent dat, wat dan ook de oorzaak is, er mogelijk een niet-gebruikelijke component in het spel is. Aan het laatste interglaciaal, het Eemien gaan echter een korte warme, gevolgd door een korte koude temperatuursfluctuatie aan het eigenlijke interglaciaal vooraf. Het is niet uitgesloten dat hier sprake is van een vergelijkbaar fenomeen.
Een verklaring van een geheel andere aard wordt sinds enige tijd gepropageerd, namelijk die van een meteorietinslag. Deze hypothese is juni 2012 zeker nog omstreden te noemen maar er zijn zowel in Zuid-Carolina als in Syrië glasvormige overblijfselen aangetroffen uit deze tijd die deze hypothese ondersteunen. Volgens deze hypothese heeft een of meer inslagen zo veel stof in de atmosfeer gebracht dat dit een hernieuwde koudeperiode op gang heeft gebracht, die ook verantwoordelijk zou kunnen zijn voor een uitstervingsgolf. Ook de Hiawathakrater in Groenland wordt wel in verband gebracht met de Jonge Dryas.

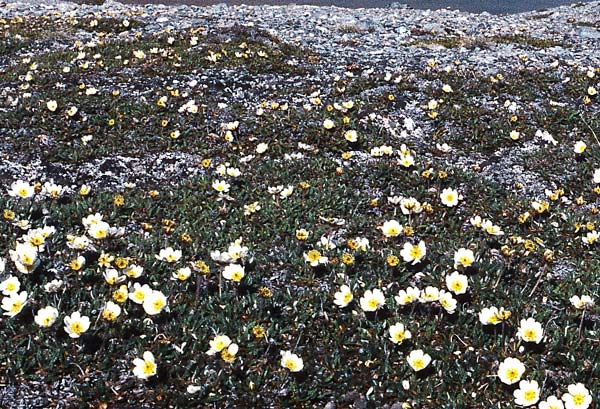
Dryas octopetala, het plantje waar de Jonge Dryas-stadiaal naar genoemd is. Foto: Liefdefjorden, Spitsbergen.

## Vegetatie
De bossen die in het Allerød in Noord-Europa waren ontstaan zijn in de Jonge Dryas vervangen door toendra (waar onder andere Dryas octopetala groeide). Periglaciale omstandigheden (poolwoestijn) heersten in Nederland en België, in noordelijker gebieden als Scandinavië en Schotland en in de Alpen groeiden de ijskappen.

## Afzettingen in Noordwest-Europa
In Nederland en België werd vooral dekzand, stuifzand en (Jonge of bovenste) löss afgezet, omdat de wind op de kale poolwoestijn vrij spel had. De atmosfeer bevatte meer stof dan tegenwoordig als gevolg van de poolwoestijn en de woestijnen in het noorden van Azië. Plaatselijk komen sporen van solifluctie in de bodem voor.

## Einde van het glaciaal
Ook de overgang van de Jonge Dryas in het Preboreaal (en daarmee van het Weichselien naar het Holoceen) was een abrupte klimaatverandering. De Groenlandse GISP2 ijskern laat zien dat de omschakeling op een warmer klimaat in slechts 40 tot 50 jaar heeft plaatsgevonden, in drie stappen die elk maximaal 5 jaar hebben geduurd. Andere gegevens, zoals die van stof in de atmosfeer, laten zelfs een nog snellere omschakeling zien, waarbij het klimaat in een paar jaar tijd zo'n 7 graden warmer is geworden.
Deze overgang is gedateerd rond 9610 voor Christus (11.560 jaar BP). Verschillende ouderdomsbepalingen zijn:
- 11530±50 BP—GRIP ijskern uit Groenland[10]
- 11530+40−60 BP -- Kråkenesmeer in West-Noorwegen[11]
- 11570 BP -- Cariaco Bekken, Venezuela[12]
- 11570 BP -- eik/den dendrochronologie in Duitsland[13]
- 11640±280 BP—GISP2 ijskern uit Groenland[14]

## Mensen
Het begin van het Jonge Dryas betekende een einde van de Cloviscultuur in Noord-Amerika.
De Jonge Dryas wordt soms in verband gebracht met het ontstaan van landbouw in de Levant. Het ook daar koude en droge klimaat zou de draagcapaciteit van het land hebben verlaagd, waardoor de Natufische bewoners alleen door het zaaien van voedseldragende planten en het wieden van oneetbare planten aan voldoende voedsel konden komen. Dit ingrijpen in de natuurlijke begroeiing zou zich langzaam hebben ontwikkeld tot het verbouwen van graan. Hoewel duidelijk is dat de klimaatomstandigheden het voedselpatroon van de Natufische bewoners heeft veranderd, is het verband met het ontstaan van landbouw aan het einde van de Jonge Dryas omstreden.Munro (2003); Balter (2010)
Ondanks het koude klimaat kwamen er ook in Noord-Europa mensen voor in de Jonge Dryas. Omdat dit niet het geval was in de Oudste Dryas, vermoedt men dat de mens ondertussen had geleerd om door bepaalde uitvindingen in leven te blijven in koudere klimaten.